# Ducto de Wolff
O ducto de Wolff (também conhecido como ducto mesonéfrico, ducto arquinéfrico ou ducto de Leydig  é um orgão par encontrado em mamíferos, incluindo humanos, durante a embriogênese. As estruturas de Wolff são estruturas urogenitais encontradas em ambos sexos. Posteriormente nos mamíferos de sexo masculino diferenciam-se dessa estrutura, incluindo o epidídimo, o ducto deferente e as vesículas seminais.

## Estrutura
O ducto mesonéfrico conecta o rim primitivo, o mesonephros, à cloaca e serve como primordium para certos órgãos sexuais masculinos.

### Desenvolvimento

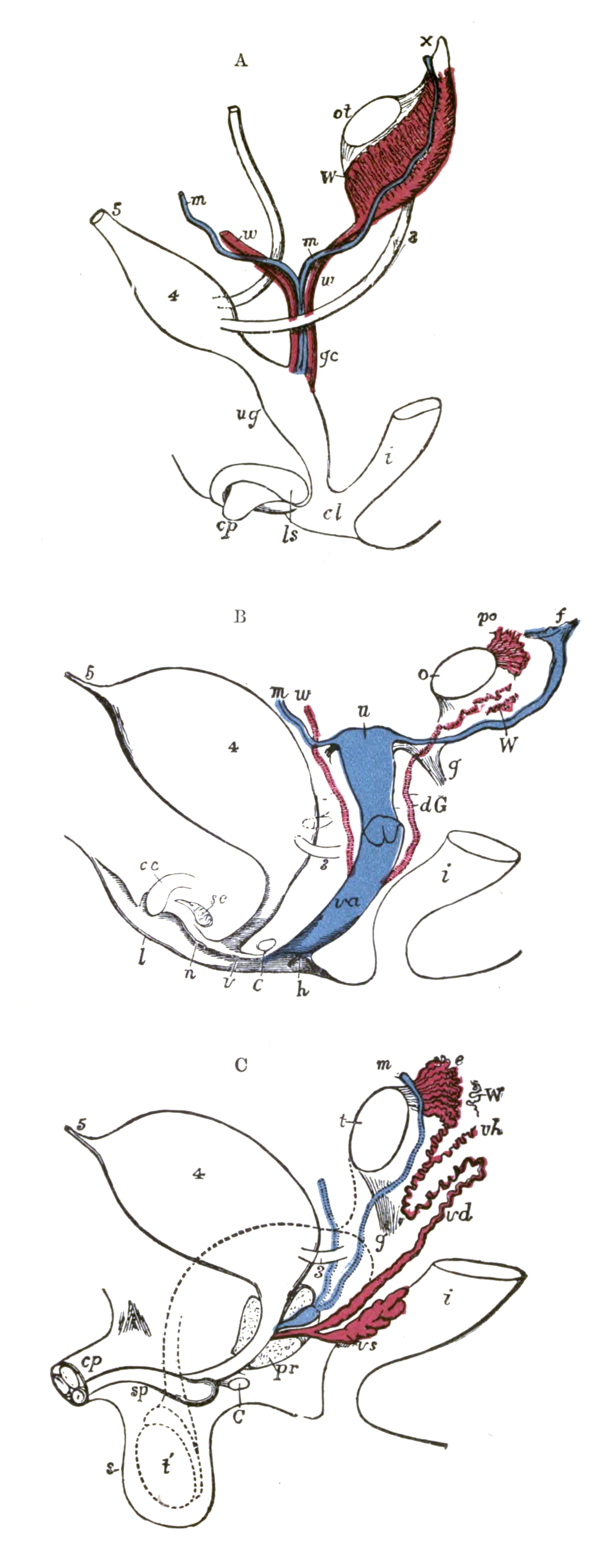
O ducto de Wolff degenera-se em fêmeas (imagem central) e desenvolve-se em machos(abaixo)

Tanto em machos quanto em fêmas, o ducto de Wolff desenvolve-se no trígono da bexiga, uma parte da parede da bexiga. Contudo, o desenvolvimento seguinte faz parte da diferenciação sexual do sistema reprodutor e do sistema urinário.

#### Macho
Em machos, ele se desenvolve em um complexo sistema de órgãos interconectados envolvendos os ductos eferentes do testículo e a próstata, nominalmente o epidídimo, o ducto deferente e a vesícula seminal. A próstata forma-se à partir do seio urogenital.
Para esse processo, é crucial a exposição à testosterona durante a embriogênese. A testosterona liga-se a receptores de andrógenos, ativando-os, afetando a sinalização intracelular e modificando a expressão de diversos genes.
No macho desenvolvido, a função desse sistema é de estoque e maturação do esperma e prover fluidos seminais acessórios.

#### Fêmea
Na fêmea, com a ausência do hormônio antimülleriano secretado pelas células de Sertolis e a apoptose Mülleriana subsequente, o ducto de Wolff regride e inclusões podem persistir. O epoóforo e as glândulas de Skene podem estar presentes. Lateralmente à parede da vina, um ducto ou cisto de Gartner pode também desenvolver-se como um remanescente
Os derivados do ducto mesonéfrico podemser lembrados com o  mnemônico em inglês, "Gardener's SEED", para (Gartner's duct,  Seminal vesicles, Epididymis, Ejaculatory duct e Ductus deferens).

## História
É nomeado em homenagem à Caspar Friedrich Wolff que descreveu o mesonephros e seu ducto em sua dissertação em 1759.

## Imagens adicionais

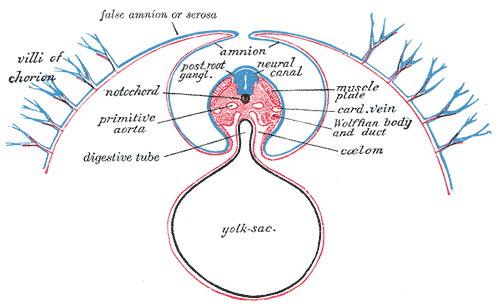
Diagram of a transverse section, showing the mode of formation of the amnion in the chick.
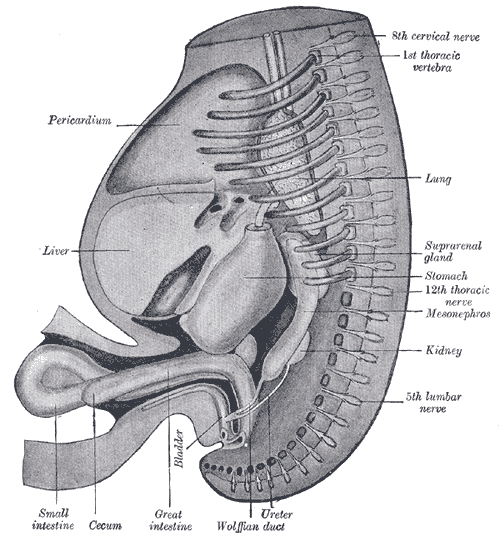
Reconstruction of a human embryo of 17 mm.
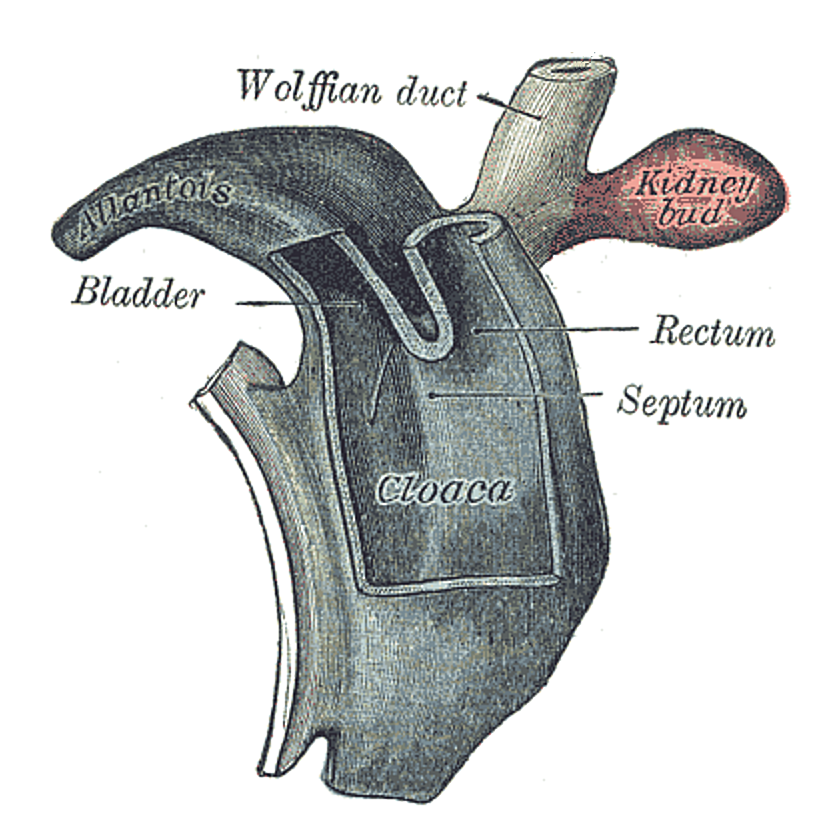
Cloaca of human embryo from twenty-five to twenty-seven days old.
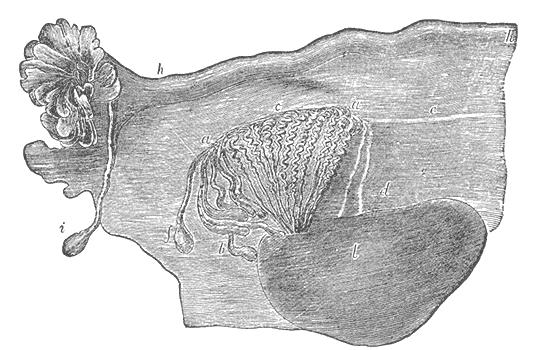
Broad ligament of adult, showing epoophoron.
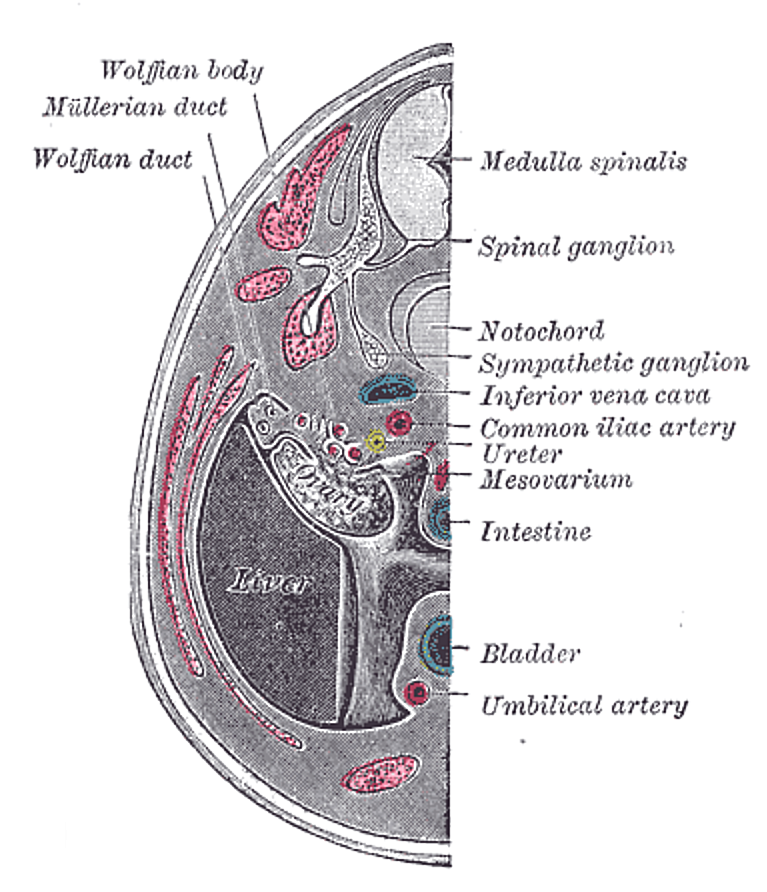
Transverse section of human embryo eight and a half to nine weeks old.
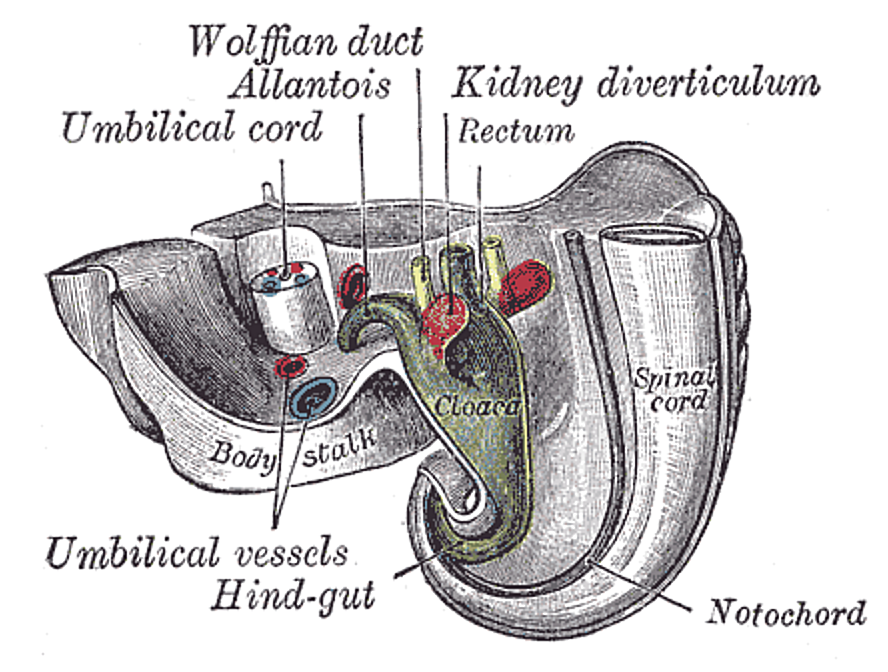
Tail end of human embryo twenty-five to twenty-nine days old.
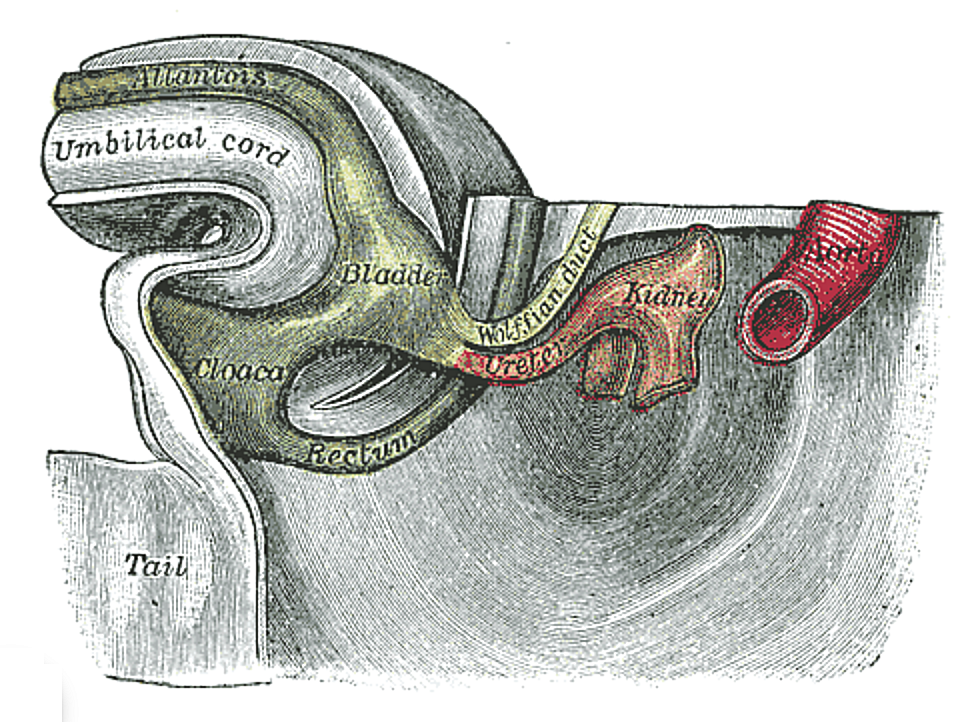
Tail end of human embryo thirty-two to thirty-three days old.
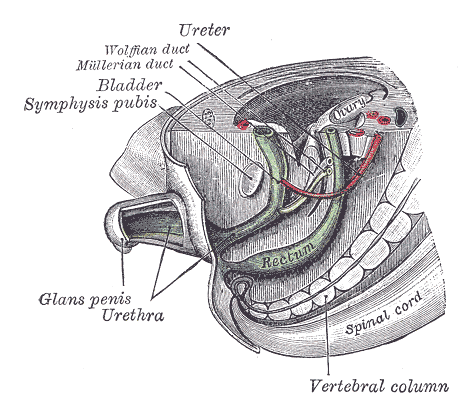
Tail end of human embryo; from eight and a half to nine weeks old.
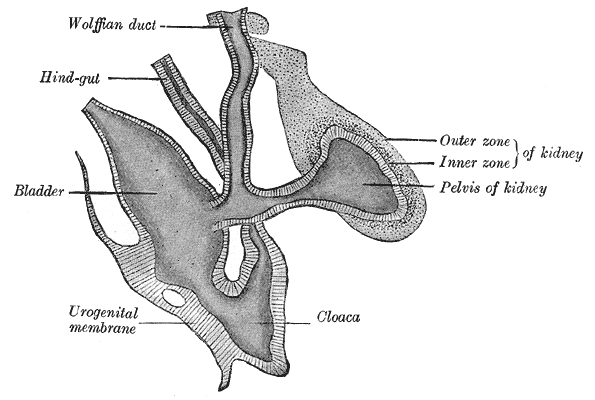
Primitive kidney and bladder, from a reconstruction.